# 75-я пехотная дивизия (Российская империя)
75-я пехотная дивизия — пехотное соединение в составе Русской императорской армии.

## История дивизии
Сформирована в июле 1914 года из кадра 38-й пехотной дивизии. До 27.08.1914 составляла гарнизон крепости Брест-Литовск в составе 5-й армии Юго-Западного фронта. С 27.08.1914 составила гарнизон крепости Ивангород в составе 9-й армии ЮЗФ. С 03.11.1914 Ивангородская крепость в подчинении Главнокомандующего армиями ЮЗФ. В июне 1915 года в составе 31-го армейского корпуса 3-й армии ЮЗФ активно обороняла Пинский район во время общего наступления фронта на Брест и Ковель.
Дивизия — участница Люблин-Холмского сражения 9 — 22 июля 1915 г.

75-я пехотная дивизия генерала Штегельмана Варшавского округа отлично дралась осенью 1914 года в Польше у Ивангорода (гарнизон которого составляла), в кельцких боях (Полична), причём особенно выделился 297-й пехотный Ковельский полк. В следующие кампании она в составе XXXI армейского корпуса генерала Мищенко вела бои в Полесье, на Припяти и Огинском канале.— А. А. Керсновский. История Русской армии
75-я артиллерийская бригада, сформирована в июле 1914 года по мобилизации в Пружанах из кадра, выделенного 38-й артиллерийской бригадой.

## Состав дивизии
- 1-я бригада
  - 297-й Ковельский пехотный полк
  - 298-й Мстиславский пехотный полк
- 2-я бригада
  - 299-й Дубненский пехотный полк
  - 300-й Заславский пехотный полк
- 75-я артиллерийская бригада

## Командование дивизии

### Начальники дивизии
- 19.07.1914-28.04.1917 — генерал-майор (с 1915 генерал-лейтенант) Штегельман, Михаил Иванович
- 08.05.1917-хх.хх.хххх — генерал от инфантерии Кондратович, Киприан Антонович

### Начальники штаба дивизии
- 1914 — полковник Изместьев, Пётр Иванович
- 31.12.1914-хх.хх.1916 — и. д. полковник князь Андроников, Александр Семёнович
- 05.05.1916-05.06.1916 — генерал-майор Ремезов, Александр Кондратьевич
- 10.06.1916-после 24.01.1917 — подполковник (c 06.12.1916 полковник) Яцко, Иван Васильевич

### Командиры бригады
- в 10.1914 — генерал-лейтенант Ромашев, Андрей Васильевич
- 24.01.1915-24.06.1915 — генерал-майор Кононович, Иосиф Казимирович
- 12.07.1915-после 10.07.1916 — генерал-майор Мерро, Михаил Иванович

### Командиры 75-й артиллерийской бригады
- 25.07.1914 — 22.01.1917 — полковник (с 28.10.1914 генерал-майор) Эггер, Константин Константинович
- 23.01.1917 — хх.хх.хххх — генерал-майор Снессорев, Фёдор Алексеевич